# 荒らし
インターネットにおける荒らし（あらし、英: Trolling、Vandalism）とは、ソーシャル・ネットワーキング・サービスや電子掲示板・レビューサイト・ウィキなどの、不特定多数の人間が参加する形態のコンピュータネットワーク上のリソースに対して、不合理なメッセージの送信や妨害行為などを継続的に行う行為または当該行為を行う者を指す。賭博用語、博打用語の場を荒らすが由来。
心理学的には、荒らしを行う者は、社会的孤立との統計学的相関関係が強いことが指摘されており、ダークテトラド（すなわち反社会性パーソナリティ）との相関も強いとされる。また、セルフコントロール能力が低い者が荒らしを行いやすいとされる。
増井啓太, 田村紋女 & マーチ 2018, p. 608によれば、ネットいじめと共に、行為者の「攻撃性の個人差が反映されたインターネット上の問題行動」の一つである。

## 概要
インターネットにおける荒らしとは、「インターネット上で他人を意図的に挑発し、争いや感情的な反応、コミュニケーションの分断を引き起こす欺瞞的で破壊的な行為」と定義される。
英語ではVandal またはVandalism という。他に、釣り用語のトローリングに引っかけて、「煽り」（参加者の感情を逆撫でするような発言）や「釣り」（参加者の反応を誘うような発言）など暴言や詭弁を吐いて議論を別方向にずらすことをTrollingと呼ぶ。なお、ウィキペディアにおける荒らしは Vandalism（ヴァンダリズム） といい、多くの言語でこれに準じる語を用いている。

## 荒らしの心理的背景
ネット荒らしが生じる原因としては、インターネット上のコミュニケーションに匿名性があり心理学的に人を凶暴にさせやすいこと、文字だけであり論理が強調され感情を和らげる要素に乏しいこと、送信ボタンを押せば簡単に送信できるため頭を冷やしたり再検討する時間が与えられないこと、「人間は自分が見たいと思うものを見る」という性質により悪意に取ってしまうことなどが指摘されている。
心理学的には、ネット荒らしを行う者は、社会的孤立との統計学的相関関係が強いことが指摘されており、他者への加害傾向やダークテトラドとの相関も強いとされる。すなわち、ダークテトラドに含まれる4つの特性（マキャベリズム傾向・サイコパシー傾向・自己愛性傾向およびサディズム傾向）が強い者ほどネット荒らしを行いやすいとされ、かつ、社会的孤立の強さはこれらの各特性（ただし自己愛性傾向は除く。）と相互作用を生じさせ、荒らしの行いやすい傾向を増幅させる関係にある。
また、セルフコントロール能力が低い者が荒らしを行いやすいとされる。

## 荒らしの犯罪性
悪質性が高いものと判断された場合は、犯罪（電子計算機損壊等業務妨害罪・脅迫罪・名誉毀損罪など）として刑事事件に発展する場合もある。
かつて掲示板荒らしの権化と呼ばれた「アリス・リデル」は自著の中で、「最も迷惑かつ最も犯罪となりにくい行為」と呼んでいる。

## 対処法
上述のとおり、荒らしは個人の攻撃性を反映した問題行動の一種であるため、攻撃行動の生起メカニズムである、「敵意の知覚」、「怒り」、「憎しみ」等の敵対的感情の喚起メカニズムを解明することが荒らしの防止につながる可能性がある。また、性格特性のみならず、社会経済的要因等も含めた対策が必要となると考えられている。
他方で、個人の生来的な性格的特性に関わらず、その時点における機嫌が荒らし行動を招来するとの研究報告もある。したがって、荒らしを抑制する方法としては、討論の状況を平穏に保つことが考えられる。
一般的な荒らしに対しては、正面から反応することや、対策を取った後で荒らしを煽ることは逆効果とされる。掲示板の管理者による荒らしの対応法としては、ログを保全し、無言で荒らしを消去し、特定のリモートホストやプロキシサーバを経由した書き込み、「NGワード」を含む投稿を一切禁止するなどの対策を講じたうえで、一時的な掲示板の停止などにより荒らしが去るのを待つ方法が取られる。再開時にURLを変更することもある。スクリプトキディが繰り返し荒らしている場合には、よりセキュリティの高い掲示板システムへの変更が行われることもある。
電子掲示板などでは、荒らし対策のため、予めプログラムによって禁止用語の設定、アクセス制限、連続書き込みの禁止などの対策がとられる。